# Рівненське музичне училище
Рівненський музичний фаховий коледж — заклад середньої спеціальної освіти I рівня акредитації в Рівному. Є структурною одиницею Рівненського державного гуманітарного університету.

## Історія
Училище було утворене 5 жовтня 1955 року наказом Міністерства культури УРСР № 671. 14 грудня 1998 училище увійшло до структури Рівненського державного гуманітарного університету.
Серед випускників училища — співачки Г. Швидків, О. Мирончук, хорові диригенти М. Дацик, О. Тарасенко, бандуристи Н. Волощук, Ю. Ющик та ін.

## Спеціальності
- Народна інструментальна музика
- фортепіано
- оркестрові струнні інструменти
- оркестрові духові інструменти
- народні інструменти
- хорове диригування
- теорія музики